# Доње Ондомозеро
Доње Ондомозеро (рус. Нижнее Ондомозеро) велико је слатководно језеро ледничког порекла смештено у јужном делу Мурманске области, на крајњем северозападу европског дела Руске Федерације. Језеро се налази у југоисточном делу Кољског полуострва, а административно припада Терском рејону. Са Белим морем, чија обала се налази 32 км јужније, повезано је преко слива реке Чавањге.
Доње Ондомозеро налази се у источном делу Терског рејона, у подручју јединственог језерско-мочварног комплекса у ком се налази неколико језерских акваторија (највећа од њих је језеро Горње Ондомозеро). Подручје је јако замочварено, а дубина мочварног тла на том подручју је и до 1,5 метара. Обале језера су доста ниске и равне. Језеро је доста издужено у смеру север-југ у дужини од око 17 километара. Површина језерске акваторије је 31,8 км². Подручје које отиче ка Доњем Ондомозеру обухвата територију површине 538 км².